# Птицын, Андрей Николаевич
Андре́й Никола́евич Пти́цын (Птицин) (1899—1943) — советский военнослужащий. Участник Великой Отечественной войны. Герой Советского Союза (1943). Красноармеец.

## Биография
Андрей Николаевич Птицын родился 14 октября (по другим данным 18 апреля) 1899 года на хуторе Лесовой Каргопольского уезда Олонецкой губернии Российской империи (ныне территория муниципального образования Кенорецкое Плесецкого района Архангельской области Российской Федерации) в крестьянской семье. Русский. Образование начальное. Работал в единоличном крестьянском хозяйстве отца, затем в колхозе. В 1939 году Андрей Николаевич с семьёй переехал в посёлок Пукса, где до призыва на военную службу работал лесорубом в Пуксинском лесопункте Плесецкого лестрансхоза.
В ряды Рабоче-крестьянской Красной Армии А. Н. Птицын был призван Плесецким районным военкоматом Архангельской области 28 сентября 1941 года. После прохождения курса молодого бойца с ноября 1941 года служил в тыловых частях Красной Армии. В мае 1943 года красноармеец А. Н. Птицын прибыл с пополнением в 163-ю стрелковую дивизию, выведенную в резерв Верховного Главнокомандования после тяжёлых боёв на Северо-Западном фронте. Андрей Николаевич был распределён в 1-й стрелковый батальон 529-го стрелкового полка. В конце месяца дивизия была переброшена в Степной военный округ, где в составе 27-й армии начала подготовку к сражению на Курской дуге. В ходе оборонительной фазы Курской битве 27-я армия составляла оперативный резерв Воронежского фронта и была введена в бой 4 августа 1943 года в начале Белгородско-Харьковской операции.
При прорыве вражеской обороны у деревни Ломная красноармеец А. Н. Птицын, увлекая бойцов за собой, первым ворвался в немецкие траншеи. В ожесточённой рукопашной схватке, действуя штыком, Андрей Николаевич уничтожил трёх немецких солдат, а одного офицера взял в плен. Углубляя прорыв, подразделения 529-го стрелкового полка к 13 августа 1943 года вышли в район деревни Кустарёвка, где были контратакованы превосходящими силами противника. Подразделения полка на отдельных участках были потеснены, но красноармеец Птицын не отступил ни на шаг. Пропустив танки, он вступил в бой с пехотой противника и огнём из автомата отсёк её от бронетехники, уничтожив при этом более двадцати солдат неприятеля.
При отражении контрудара немецко-фашистских войск южнее Ахтырки 163-я стрелковая дивизия из тактических соображений передавалась в оперативное управление 6-й гвардейской армии. В ходе начавшегося наступления советских войск на Левобережной Украине дивизия действовала в подчинении 38-й армии Воронежского фронта. В составе своего подразделения красноармеец А. Н. Птицын участвовал в освобождении городов Ромны и Прилуки. Особо отличился при форсировании реки Днепр и в боях за плацдарм на её правом берегу.
В конце сентября 1943 года подразделения 38-й армии разгромили остатки оборонявшихся на левом берегу реки немецко-фашистских войск численностью до семи дивизий в районе Дарницы и вышли к Днепру. 529-й стрелковый полк сосредоточился в районе посёлка Бортничи и начал подготовку к форсированию реки. В состав первой штурмовой группы был зачислен и вызвавшийся добровольцем красноармеец А. Н. Птицын. 1 октября 1943 года десантный отряд 529-го стрелкового полка форсировал Днепр у Жукова острова и занял небольшой плацдарм на южной окраине Киева у посёлка Чапаевка. С утра немцы обнаружили отряд и попытались его уничтожить. В критический момент боя командир отделения попытался поднять бойцов в атаку, но был сражён осколком снаряда. Выбывшего из строя командира заменил красноармеец А. Н. Птицын. Личным примером он увлёк боевых товарищей за собой. Опрокинув боевые порядки немцев, Андрей Николаевич первым ворвался во вражеские траншеи. За успешное форсирование реки Днепр, прочное закрепление плацдарма на западном берегу реки Днепр и проявленные при этом отвагу и геройство указом Президиума Верховного Совета СССР от 19 октября 1943 года красноармейцу Птицыну Андрею Николаевичу было присвоено звание Героя Советского Союза.
Развить успех на плацдарме на южной окраине Киева советским войскам не удалось, и в начале ноября 1943 года 163-я стрелковая дивизия была переброшена на Лютежский плацдарм, откуда 3 ноября 1943 года перешла в наступление в ходе Киевской наступательной операции. Андрей Николаевич участвовал в освобождении столицы Украины города Киева, затем в составе своего подразделения отражал немецкий контрудар под Киевом. Во время Киевской оборонительной операции 529-й стрелковый полк 163-й стрелковой дивизии 40-й армии 1-го Украинского фронта сдерживал танковые удары немецкой группы армий «Юг» западнее Фастова у села Мохначка и под натиском противника вынужден был отойти за реку Ирпень, где смог остановить его дальнейшее продвижение. С удержанных на Ирпени позиций полк 25 декабря 1943 года перешёл в наступление в ходе Житомирско-Бердичевской операции. При прорыве немецкой обороны у села Белки красноармеец А. Н. Птицын погиб.
Похоронен Андрей Николаевич в братской могиле советских воинов в селе Белки Попельнянского района Житомирской области Украины.

## Награды
- Медаль «Золотая Звезда» (29.10.1943);
- орден Ленина (29.10.1943).

## Память
- Именем Героя Советского Союза названы улицы в городе Мирный, сёлах Пукса и Белки.

## Документы
- Общедоступный электронный банк документов «Подвиг Народа в Великой Отечественной войне 1941—1945 гг.» Дата обращения: 26 июня 2013. Архивировано из оригинала 13 марта 2012 года.

Представлене к званию Героя Советского Союза. Дата обращения: 26 июня 2013. Архивировано 1 июля 2013 года.
- Обобщенный банк данных «Мемориал». Дата обращения: 26 июня 2013. Архивировано из оригинала 10 мая 2012 года.

АНО «Северный край», д. 899.
АНО «Северный край», д. 900.
ЦАМО, ф. 58, оп. 18002, д. 374.
Информация из списка захоронения ЗУ380-06-983.
Учётная карточка захоронения ЗУ380-06-983.
Схема захоронения ЗУ380-06-983.